# NIPPON (椎名林檎の曲)
「NIPPON」（ニッポン）は、日本のシンガーソングライター・椎名林檎による楽曲。2014年6月11日にVirgin Musicより発売された14枚目のシングルの表題曲として発表された。シングルの発表は『いろはにほへと／孤独のあかつき』より約1年ぶりとなる。
本楽曲はNHKの2014年度サッカー放送のテーマ音楽として起用されたが、2015年度以降も継続して使用され、結果的に2016年年内まで使用された。

## 背景
「NIPPON」は、日本放送協会（NHK）からの依頼で2014年度のFIFAワールドカップブラジル大会以降のNHKのサッカー関連番組のテーマ曲として書き下ろされた楽曲である。椎名がサッカーテーマを担当することは2014年4月23日にNHKから発表され、同年5月12日にNHK総合で放送されたサッカー日本代表メンバー発表中継特番の中で初披露された（ただし間奏の32小節中16小節が省略されていた）。なお楽曲の制作は「4月の頭から」取りかかったと話している。
椎名がNHKから受けた依頼では、「他の国同士の試合中継でも使うものの、サッカー日本代表（SAMURAI BLUE）およびサッカー日本女子代表（なでしこジャパン）を応援する曲を作って欲しい」というオーダーで、それ以外にも「（サッカー日本代表のイメージカラーである）“青”という言葉が入っているとうれしい」、「（椎名がかつて所属していたバンド・東京事変の楽曲である）『群青日和』のテンポやコード感が理想」といった具体的な要望があり、放送上あまり好ましくないと思われる歌詞のチェックも受けた。
椎名は楽曲の制作にあたって、NHKからの発表時には「幼少期を日本のブラジル・清水で過ごした自分のグルーブが、ここへ来て初めて活かされてしまうのでしょうか。開戦前夜の武者震いを何としましょう。曲にしましょう。精一杯取り組ませていただきます」との意気込みをしたためたほか、発売前に公開された公式のコメンタリー映像では「（楽曲制作の依頼に対して）今まで味わったことのないプレッシャーを覚え、本当に気負って書いた」「サッカーW杯を含め、人生に於いて時折訪れる厳しい勝負の時に絶対に勝ちに行く、そして楽しみに行く、そのすべてを込めるしかないなと、それくらい重要なミッションとして取り組んだ」と語っている。

## 批判と評価
『週刊朝日』は、2014年7月4日号の誌上にて、「（サッカー日本代表のチームカラーを「混じり気無い青」と表現した歌詞が）『純血性』を強調している」、「（死をイメージさせる歌詞が）特攻隊を思わせる」、「『日本の応援歌なんだから日の丸は当然』と言うが、意味深な歌詞をはためく国旗の下で歌われてしまうと、さすがにいろいろ勘ぐりたくもなる」などと評した。こういった観点について、音楽評論家の石黒隆之は「日本に限定された歌がずっと流れることになるのも、相当にハイリスク」、「過剰で、TPOをわきまえていないフレーズ。日本以前にサッカーそのものを想起させる瞬間すらない」と、NHKのワールドカップ中継のテーマとしてふさわしくないと批判した。ジャーナリストの清義明も「サッカーは民族と文化のミクスチャー（混在）のシンボル」、「最近は浦和レッズの一部のサポーターが掲げた『ジャパニーズ・オンリー』という横断幕が差別表現と大批判された事件もあったのに、サッカーのカルチャーをまったくわかってないとしか言いようがない」と批判している。一方で、音楽評論家の宗像明将は「デビュー当時から和の要素も含む過剰な様式美を押し出してきた人ですから、その要素が過剰に出すぎて議論を呼んでいるだけでしょう」として、椎名の音楽に特段の政治性はないと擁護している。
一連の批判に対して椎名自身は、雑誌『SWITCH』のインタビューにて「貧しい」「諸外国の方々が過去の不幸な出来事を踏まえて何かを問うているなら耳を傾けるべき話もあるかもしれないが、日本人から右寄り云々と言われたのは心外。（それらの批判は）揚げ足を取られたと理解するほかない。趣味嗜好の偏りや個々の美意識の違いなどという話を踏まえた上でも、自分は誰かを鼓舞するものを書こうとはしても誰かに誤って危害を加えるようなものは書いていないつもりだ」と反論し、不謹慎だと言われた“死”という言葉については「死は生と同じくみんな平等に与えられるもので、勝負時にせよ今しかないという局面にせよ、死の匂いを感じさせる瞬間は日常にもある。ここを逃すなら死んだ方がマシという誇りや負けた後のことまで考えていられないという決死の覚悟をそのまま写し取りたかっただけ」と答えている。また、2014年6月14日にゲスト出演したラジオ番組『JA全農 COUNTDOWN JAPAN』において、椎名は「最前線で戦う方だけにわかる、『ここを逃したら死ぬしかない、死んでもいいから突破したい』っていう気持ちはどんな分野にでもある。その瞬間だけを苦しむんじゃなくて、楽しもうという気分を切り出せば成功するだろうと思い、頑張って取り組んだ」と語っている。
一方で、本楽曲が収録された5作目のスタジオ・アルバム『日出処』が発売された際に椎名が出演したNHKの音楽番組『SONGS』（初放送：2014年11月8日）では、「日本代表を背負って世界の舞台に出ていく方は、日本の良い面悪い面誇らしい面恥ずかしい面どちらも全部背負っている」という前置きをした上で「そこで戦う人たちにどういうエールを送るべきか考え」、「自分だったら何ができるか考えるべきでしょう」としつつも、批判や議論が巻き起こったことについては「どんな種類の感受性で見守るべきか、そういう提案をしてみたかったのかなと、あとで考えてみるとそういう気がします」と回顧している。

## 収録曲
| 全作詞・作曲: 椎名林檎。 |                                |           |            |                            |      |
| #                        | タイトル                       | 作詞      | 作曲・編曲 | 編曲                       | 時間 |
| 1.                       | 「NIPPON」                     | 椎名林檎  | 椎名林檎   | 椎名林檎 斎藤ネコ [ 注 3 ] | 3:54 |
| 2.                       | 「逆さに数えて」(Cuenta Atrás) | 椎名林檎  | 椎名林檎   | 椎名林檎                   | 3:17 |
| 合計時間:                | 合計時間:                      | 合計時間: | 7:12       |                            |      |

## 演奏
NIPPON
- 37564

guitar：椎名林檎
guitar：名越由貴夫
guitar：生形真一
bass：渡辺等
drums：河村“カースケ”智康
programming：中山信彦
- グレート栄田ストリングス

1st violin：グレート栄田、滝沢幸二郎、桐山なぎさ、入江茜、村田幸謙、矢野晴子、越川歩、三木希生子
2nd violin：小倉達夫、桑田穣、丸山明子、横田智子、三宅政弘、白須今、角田知寿子、長尾珠代
viola：山田雄司、古川原裕仁、細川亜維子、渡部安見子、徳高真奈美、高嶋麻由
cello：前田喜彦、笠原あやの、阿部雅士、槙岡絵里香、沖澤直子、伊藤修平
contrabass：斎藤順、斎藤輝彦、今野京、田辺和弘
conductor：斎藤ネコ
逆さに数えて
- 893

wurlizer：林正樹
organ：佐藤芳明
bass：鳥越啓介
drums：みどりん

## 発売日一覧
| 国   | 発売日        | 形式                   | 発売元                   | 規格品番   |
| ---- | ------------- | ---------------------- | ------------------------ | ---------- |
| 日本 | 2014年6月4日  | デジタル・ダウンロード | ユニバーサルミュージック |            |
| 日本 | 2014年6月11日 | シングル               | ユニバーサルミュージック | TYCT-30027 |